# Florin Gardoș
Florin Gardoș (n. 29 octombrie 1988, Satu Mare, România) este un fotbalist român retras din activitate, care a jucat pe post de fundaș central la echipe ca Steaua București, Chiajna și Southampton. Pe plan internațional, are prezențe la națională pentru România Sub-19, România Sub-21 și România.

## Carieră

### Fotbal Club FCSB
În data de 16 august 2010 debutează pentru echipa din Ghencea în Liga I, împotriva Victoriei Brănești.
În septembrie 2011 a fost suspendat pentru 10 etape, din cauza faultului prin care l-a accidentat grav pe Cosmin Băcilă.
Cu FCSB, Gardoș a ajuns până în grupele UEFA Champions League, unde a jucat 11 meciuri.

### Southampton
Pe 14 august 2014 Florin Gardoș s-a transferat la clubul din Premier League Southampton FC contra sumei de 6,8 milioane de euro, semnând un contract pe patru ani.
Pe 23 iulie 2015, managerul lui Southampton, Ronald Koeman, a anunțat că Gardoș va fi indisponibil pentru mai multe luni, în urma unei accidentări la genunchi suferită în amicalul cu Feyenoord, câștigat cu scorul de 3-0. După ruptura de ligamente suferită atunci, Gardoș nu a mai revenit în lotul principal al echipei, recuperarea fiind greoaie, recidivele făcând ca, un an și patru luni mai târziu, la sfârșitul lui 2016, Gardoș încă să nu fie recuperat. După ce a jucat apoi numai la echipele de rezerve și tineret ale lui Southampton, Gardoș a semnat în iarna 2017–2018 un acord de împrumut la Universitatea Craiova.

## Cariera internațională
Florin Gardoș a debutat la echipa națională de fotbal a României pe 8 februarie 2011, într-un meci amical contra Ucrainei.

## Palmares
Steaua București
- Cupa României (1): 2010-2011[12]
- Liga I (2): 2012-2013[13] 2013-2014

- Supercupa României (1): 2013

Universitatea Craiova
- Cupa României (1): 2017-2018